# Hipparcos-Katalog

Die vom Tycho- und Hipparcos-Katalog erfassten Objekte im Vergleich zum gesamten Firmament. Farblegende siehe Beschreibungsseite

Der Hipparcos-Katalog (HIP) ist ein hochpräziser Sternkatalog basierend auf den Messungen durch den Astrometriesatelliten Hipparcos (aktiv 1989–1993). Die Mission brachte mit der Publikation der Messergebnisse 1997 der Astrometrie einen sprunghaften Fortschritt:
Der bis dahin als Grundlage für genaueste Gestirns-Koordinaten (Sternorte) in Gebrauch stehende Fundamentalkatalog FK5 mit 1500 Sternen wurde etwa 50-mal genauer. Im Jahr 2000 wurde das Koordinatensystem nochmals verfeinert (3300 Sterne des FK6), so dass die Messungen von Hipparcos über den ganzen Himmel homogen ausgewertet werden konnten.
Der Satellit konnte die Sternorte, Parallaxen und Eigenbewegungen von über 118.000 Sternen mit einer zuvor unerreichten Präzision von etwa 0,003" bzw. 0,002"/Jahr vermessen. 120.000 Sterne wurden für den Hipparcos Input Catalogue bereits vor dem Missionsstart ausgewählt und bildeten die Grundlage für das Beobachtungsprogramm. Darüber hinaus scannte ein zweites Instrument an Bord über 1 Million Sterne, deren Daten mit immer noch beachtlichen ±0,02" im Tycho-1-Katalog von 1997 aufgenommen wurden. Der Tycho-2-Katalog von 2000 basiert auf derselben Datengrundlage.
Die beiden Kataloge bildeten den Hipparcos Celestial Reference Frame (HCRF) und waren bei der Veröffentlichung die beste Realisierung des International Celestial Reference Frame (ICRF) im optischen Bereich. Sie erlauben nun jedem, Himmelsobjekte mit Teleskop und Digitalkamera genau und halbautomatisch einzumessen. Erst mit den Veröffentlichungen des Gaia Celestial Reference Frame basierend auf den Messungen der Gaia-Mission wurden diese Ergebnisse übertroffen.
| Kurzname         | Sternanzahl | Titel                                                            | Publiziert | Messung Örter | Messung Eigenbewegungen | Überdeckung                                              |
| ---------------- | ----------- | ---------------------------------------------------------------- | ---------- | ------------- | ----------------------- | -------------------------------------------------------- |
| Auwers, A., 1879 | 539         | Fundamentalkatalog für Zonenbeobachtungen am Nördl. Himmel       | 1879       | Ø 1860        | ≈1850–1870              | bis Dekl.= −10° Anm. 1                                   |
| Peters, J., 1907 | 925         | Neuer FK Berliner Astr.Jahrbuch nach den Grundlagen von Auwers   | 1907       | Ø 1880        | 1745–1900               | bis Dekl.= −89°                                          |
| FK3              | 873         | Dritter Fundamentalkatalog des Berliner Astronomischen Jahrbuchs | 1937       | 1912–1915     |                         | ab hier über ganzen Himmel, mit Epochen 1900, 1950, 2000 |
| FK3sup           | 662         | (Zusatzsterne, Band II)                                          | 1938       | Ø 1913        | 1845–1930               | ab hier über ganzen Himmel, mit Epochen 1900, 1950, 2000 |
| FK4              | 1.535       | Fourth Fundamental Catalogue                                     | 1963       | Ø 1950        |                         | ab hier über ganzen Himmel, mit Epochen 1900, 1950, 2000 |
| FK4sup           | 1.111       | Supplement Stars FK4/5                                           | ≈1965      |               |                         | ab hier über ganzen Himmel, mit Epochen 1900, 1950, 2000 |
| FK5              | 1.535       | Fifth Fundamental Catalogue                                      | 1988       | Ø 1975        |                         | ab hier über ganzen Himmel, mit Epochen 1900, 1950, 2000 |
| FK5sup           | 3.117       | Supplement Stars of FK5                                          | 1991       |               |                         | ab hier über ganzen Himmel, mit Epochen 1900, 1950, 2000 |
| Hipp. Anm. 2     | 118.000     | Hipparcos-Katalog                                                | 1998       | 1989–1993     | 1989–1993               | ab hier über ganzen Himmel, mit Epochen 1900, 1950, 2000 |
| FK6              | 4.150       | Sixth Catalogue of Fundamental Stars                             | 1999, 2000 | Ø 1992        |                         | ab hier über ganzen Himmel, mit Epochen 1900, 1950, 2000 |